# جونجو
شهر جونجو (به کره‌ای: 전주) (به انگلیسی: Jeonju) با جمعیت ۶۲۳٫۲۹۸ نفر در ایالت جئولابوک-دو در کشور کره‌جنوبی واقع شده‌است.

## نگارخانه

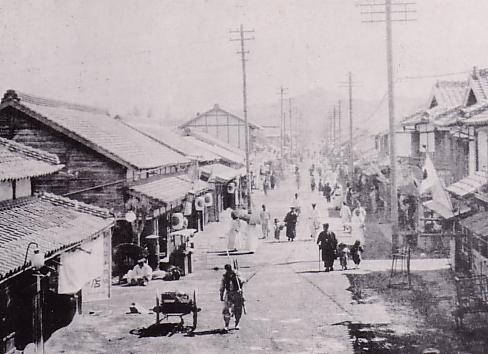
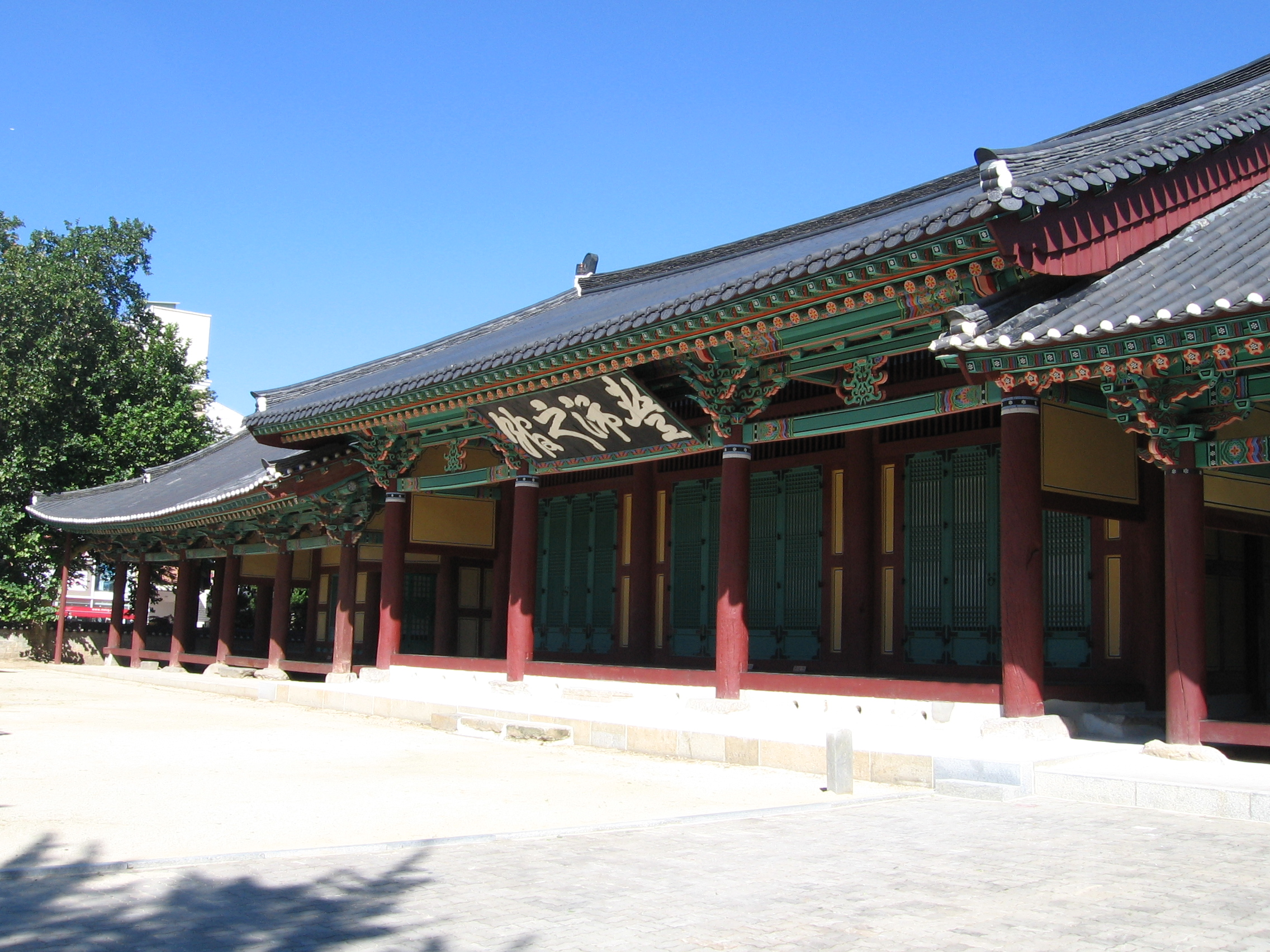
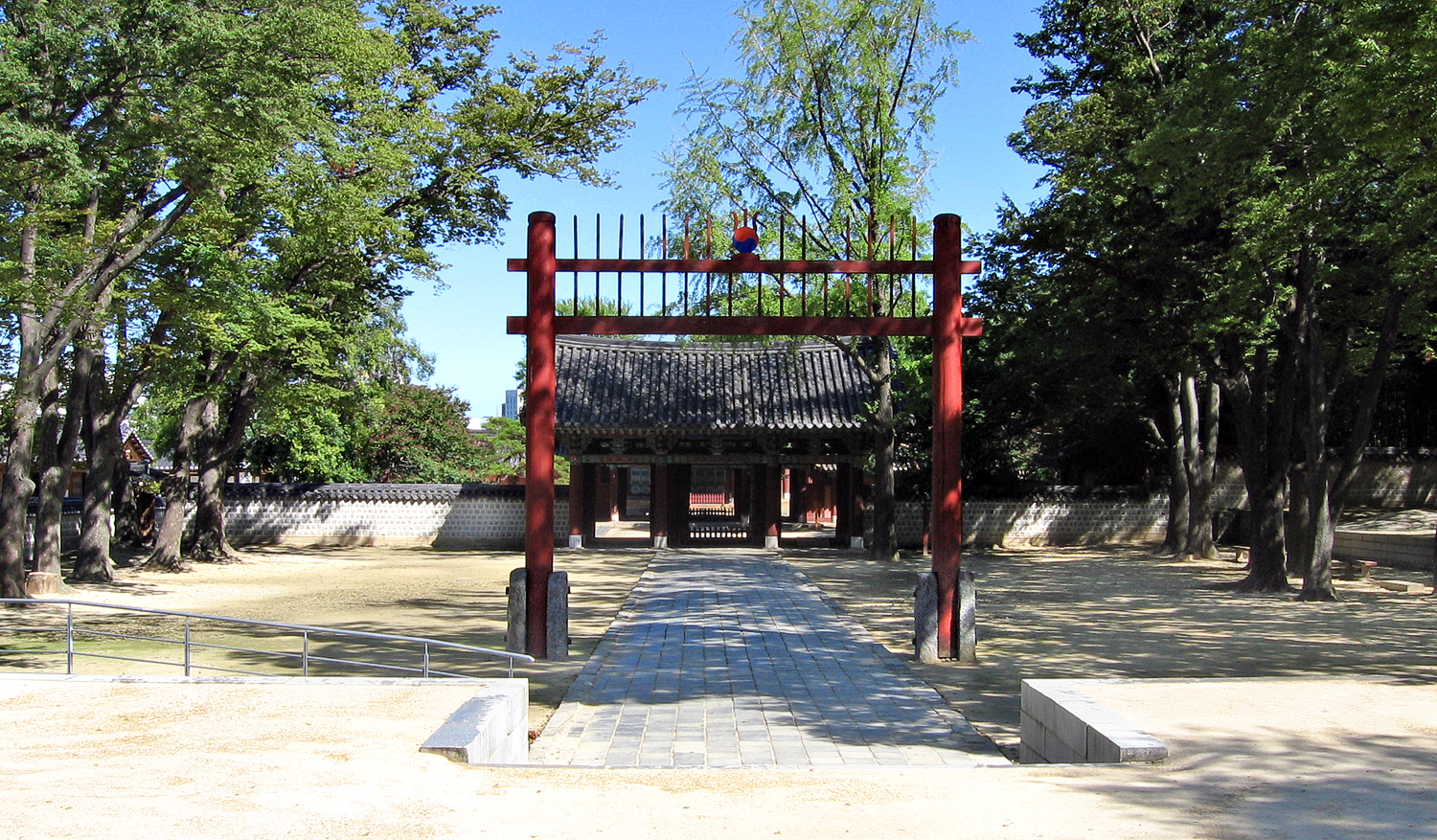
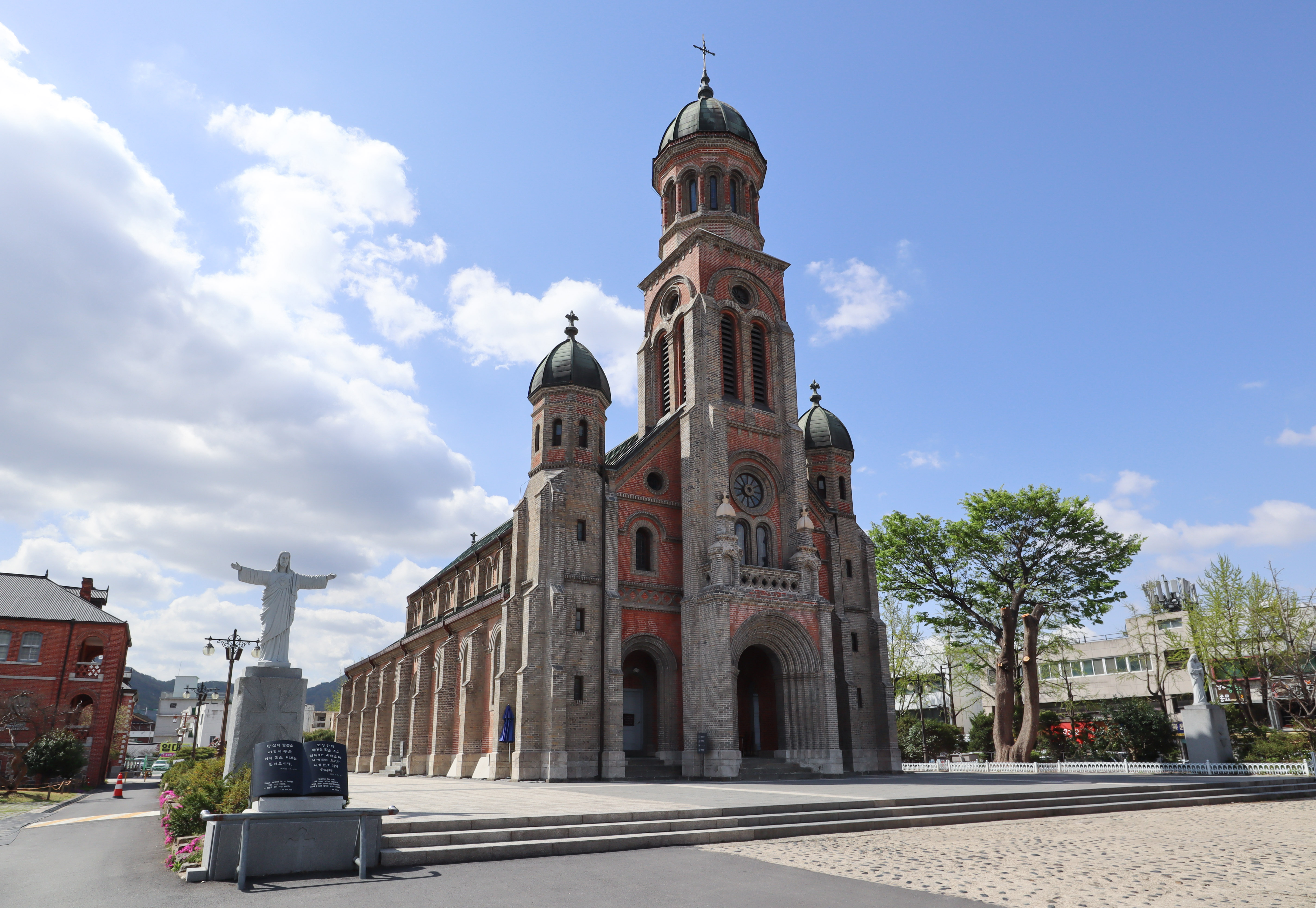
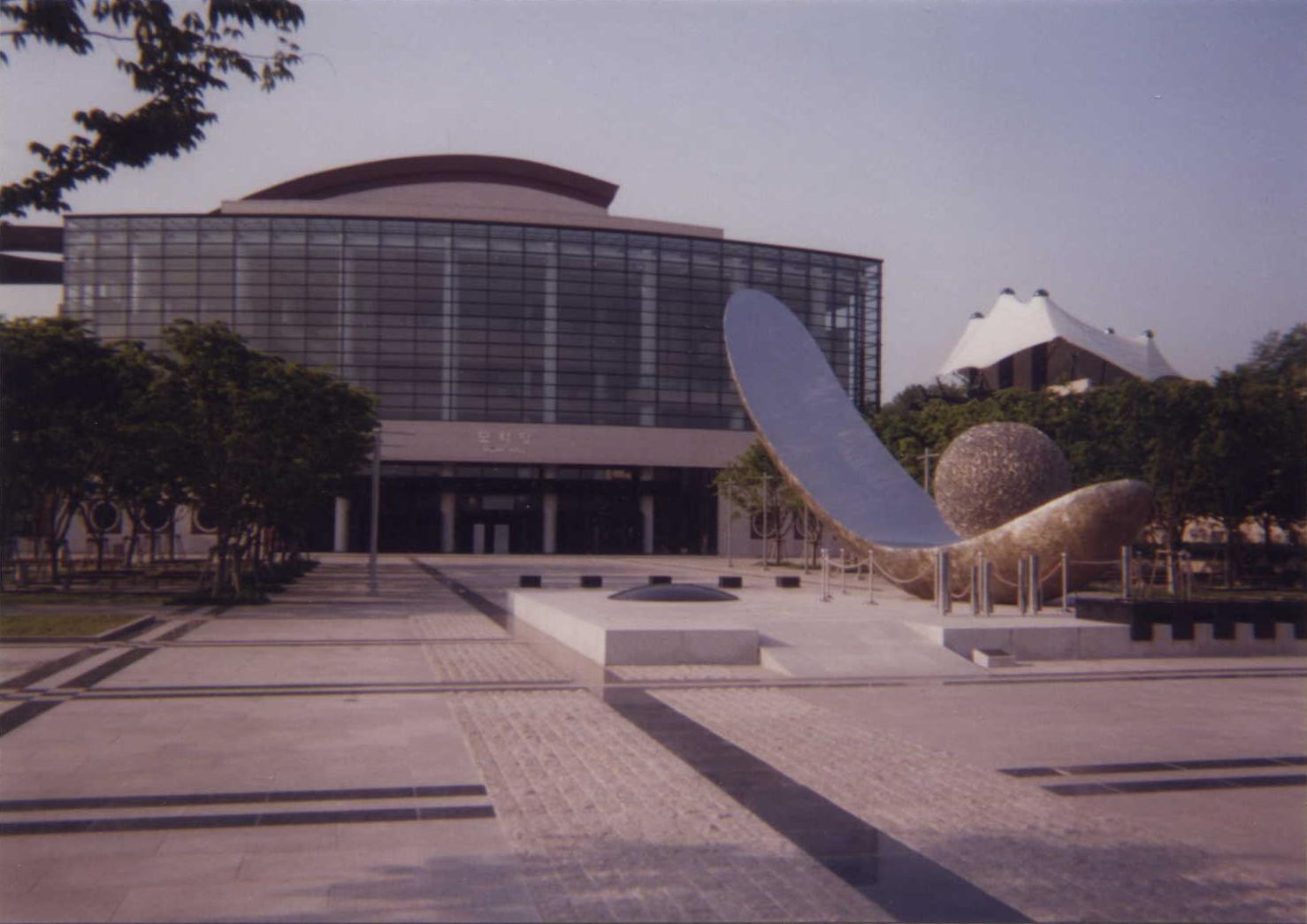